# Atomska masa
Atomska masa je masa atoma. Njena jedinica je uniformna jedinica atomske mase (skraćeno ) gde je 1 jedinica uniformne atomske mase definisana kao 1⁄12 mase jednog atoma ugljenika-12, u mirovanju. Za atome, protoni i neutroni nukleusa sačinjavaju skoro svu masu, i atomska masa merena sa u jedinicama ima skoro istu vrednost kao maseni broj.
Kad je podeljena jedinicama uniformne atomske mase, ili daltonima (skraćeno Da), da se formira čist numerički odnos, atomska masa atoma postaje bezdimenziona veličina zvana relativna izotopska masa (vidi sekciju ispod). Stoga, atomska masa atoma ugljenika-12 je 12  (ili 12 ), dok je relativna izotopska masa atoma ugljenika-12 jednostavno 12.
Atomska masa ili relativna izotopska masa se odnosi na masu pojedinačne čestice, i stoga je vezana za određeni specifični izotop elementa. Bezdimenziona standardna atomska težina se umesto toga odnosi na prosečne (matematički prosek) vrednosti atomske mase tipične smeše izotopa koja se javlja u prirodi za uzorak elementa. Vrednosti atomske mase se stoga obično navode sa znatno većim brojem značajnih cifara od atomskih težina. Standardna atomska težina je povezana sa atomskom masom putem rangiranja zastupljenosti izotopa svakog elementa. Ona je obično približno ista sa atomskom masom najzastupljenijeg izotopa, osim onoga što izgleda kao (ali zapravo nije) zaokruživanje razlike.
Atomska masa atoma, jona, ili atomskog jezgra je nešto manja od sume masa njihovih protona, neutrona, i elektrona, usled gubitka mase energije vezivanja (u skladu sa E = mc2).

## Relativna izotopska masa: isti kvantitet kao atomska masa, ali sa različitim jedinicama
Relativnu izotopsku masu (svojstvo pojedinačnog atoma) ne treba mešati s prosečnom količinom atomskom težinom, koja je srednja vrednost za mnoštvo atoma u datom uzorku hemijskog elementa.
Relativna izotopska masa je slična atomskoj masi i ima jednaku numeričku vrednost kao atomska masa, kad god se atomska masa izražava u uniformnim atomskim masenim jedinicama. Jedina razlika u tom slučaju je da je relativna izotopska masa čist broj bez jedinica. Ovaj gubitak jedinice rezultat je korišćenja odnosa skaliranja sa standardom ugljenikom-12, a reč „relativni” u izrazu „relativna izotopska masa” odnosi se na ovo skaliranje relativno na ugljenik-12.
Relativna izotopska masa je masa datog izotipa (specifično, pojedinačnog nuklida), kada je ova vrednost skalirana masom ugljenika-12, pri čemu je kasnija jednaka 12. Ekvivalentno tome, relativna izotopska masa izotopa ili nuklida je masa izotopa relativno na 1/12 mase atoma ugljenika-12.
Na primer, relativna izotopska masa atoma ugljenik-12 je tačno 12. Poređenja radi, atomska masa atoma ugljenika-12 je tačno 12 daltona ili 12 uniformnih atomskih masenih jedinica. Alternativno, atomska masa atoma ugljenika-12 se može izraziti u bilo kojim drugim masenim jedinicama: na primer, atomska masa atoma ugljenik-12 je oko 1,998467052 × 10−26 kilograma.
Jedino ugljenik-12 ima tačno celobrojnu vrednost relativne izotopske mase. Kao što je slučaj sa srodnom atomskom masom kad je izražena u uniformnim atomskim jedinicama mase ili daltonima, relativni izotopskim maseni brojevi nuklida izuzev ugljenika-12 nisu celobrojni, ali su uvek blizu celih brojeva. 

## Slični termini za različite kvantitete
Atomska masa i relativna izotopska masa se ponekad pogrešno, ili nekorektno koriste, kao sinonimi standardne atomske težine (takođe poznate kao atomska težina). Međutim, kao što je navedeno u uvodu, atomska težina i standardna atomska težina predstavljaju termine koji se odnose na (usrednjene uzimajući u obzir zastupljenost) prosečne atomske mase u uzorcima elemenata, a ne na pojedinačne nuklide. Kao takve, atomska težina i standardna atomska težina se često numerički razlikuju od relativne izotopske mase i atomske mase, i one mogu da imaju različite jedinice od atomske mase kad ta veličina nije izražena u uniformnim atomskim jedinicama mase.
Atomska masa (relativna izotopska masa) se definiše kao masa pojedinačnog atoma, tako da se može odnositi na samo jedan izotop (nuklid), i ne predstavlja prosečnu vrednost zavisnu od zastupljenosti, kao što je to slučaj sa relativnom atomskom masom/atomskom težinom. Atomska masa ili relativna izotopska masa svakog izotopa i nuklida hemijskog elementa je stoga broj koji u principu može da bude meren sa veoma velikom preciznošću. Svaki uzorak takvog nuklida identičan sa svakim drugim uzorkom, jer su svi atomi datog tipa u istom energetskom stanju, i za svaki uzorak datog nuklida se može očekivati da ima identičnu masu sa svakim sa svakim drugim uzorkom tog nuklida. Na primer, svaki atom kiseonika-16 ima istu atomsku masu (relativnu izotopsku masu) kao svaki drugi atom kiseonika-16.
U slučaju mnogih elemenata koji imaju jedan prirodni izotop (mononuklidni elementi) ili jedan dominantni izotop, stvarna numerička sličnost/razlika između atomske mase najzastupljenijeg izotopa, i (standardne) relativne atomske mase ili (standardne) atomske težine mogu da budu male ili čak jednake nuli, i nemaju uticaja na većinu sveukupnih proračuna. Međutim, greška se može javiti i može da bude i značajna kad se razmatraju individualni atomi elemenata koji nisu mononuklidni.
Za elemente koji nisu mononuklidni koji imaju više od jednog znatno zastupljenog izotopa, numeričke razlike relativnih atomskih masa (atomskih težina) od najzastupljenijih relativnih izotopskih masa, mogu da budu polovinu masene jedince ili više (e.g. pogledajte slučaj hlora, gde su atomska težina i standardna atomska težina oko 35,45). Atomska masa (relativna izotopska masa) malo zastupljenog izotopa se može razlikovati od relativne atomske mase, atomske težine, ili standardne atomske težine, za nekoliko masenih jedinica.
Atomske mase izražene u uniformnim atomskim jedinicama mase (i.e. relativnim izotopskim masama) su uvek blizu celobrojnih vrednosti, mada nikad nisu (izuzev u slučaju ugljenika-12) ceo broj, iz dva razloga:
- protoni i neutroni imaju različite mase, i različiti nuklidi imaju različite odnose protona i neutrona.
- atomske mase su redukovane, u različitim merama, njihovim energijama vezivanja.

Odnos atomske mase i masenog broja (broja nukleona) varira od oko 0,99884 za 56Fe do 1,00782505 for 1.
Svaki maseni defekat usled nuklearne energije vezivanja je eksperimentalno mala frakcija (manje od 1%) mase jednake broju slobodnih nukleona. Kada se uporedi sa prosečnom masom po nukleonu u ugljeniku-12, koji je umereno snažno vezan u poređenju sa drugim atomima, defekat mase vezivanja za većinu atoma je još manji deo daltona (uniformne atomske jedinice mase, bazirane na ugljeniku-12). Pošto se slobodni protoni i neutroni međusobno razlikuju po masi za malu frakciju daltona (oko 0,0014 ), zaokruživanje relativne izotopske mase, ili atomske mase bilo kog datog nuklida u daltonima na najbliži ceo broj uvek daje nukleonski broj, ili maseni broj. Dodatno, neutronski broj se može izvesti oduzimanjem broja protona (atomskog broja) od masenog broja (nukleonskog broja).

## Literatura
- Chang, Raymond (2005). Physical Chemistry for the Biosciences. стр. 5. ISBN 978-1-891389-33-7.
- Mills, Ian; Cvitaš, Tomislav; Homann, Klaus; Kallay, Nikola; Kuchitsu, Kozo (1993). Quantities, Units and Symbols in Physical Chemistry International Union of Pure and Applied Chemistry; Physical Chemistry Division (2nd изд.). International Union of Pure and Applied Chemistry and published for them by Blackwell Science Ltd. ISBN 978-0-632-03583-0.
- „Consultative Committee for Units (CCU); Report of the 15th meeting (17–18 April 2003) to the International Committee for Weights and Measures” (PDF). Приступљено 14. 8. 2010.
- International Standard ISO 80000-1:2009 – Quantities and Units – Part 1: General. International Organization for Standardization. 2009.
- International Standard ISO 80000-10:2009 – Quantities and units – Part 10: Atomic and nuclear physics, International Organization for Standardization, 2009
- „Instructions to Authors”. AoB Plants. Oxford journals; Oxford University Press. Архивирано из оригинала 2011-11-03. г. Приступљено 2010-08-22.
- „Author guidelines”. Rapid Communications in Mass Spectrometry. Wiley-Blackwell. 2010.
- Berg, Jeremy M.; Tymoczko, John L.; Stryer, Lubert (2007). „2”. Biochemistry (6th изд.). стр. 35. ISBN 978-0-7167-8724-2.
- Kelter, Paul B.; Mosher, Michael D.; Scott, Andrew (2008). Chemistry: The Practical Science. 10. стр. 60. ISBN 978-0-547-05393-6.
- Perrin, Jean (1909). „Mouvement brownien et réalité moléculaire”. Annales de Chimie et de Physique. 8e Série. 18: 1—114. Extract in English, translation by Frederick Soddy.
- Bureau International des Poids et Mesures (2019): The International System of Units (SI), 9th edition, English version, page 146. Available at the BIPM website.
- Petley, B. W. (1989). „The atomic mass unit”. IEEE Trans. Instrum. Meas. 38 (2): 175—179. doi:10.1109/19.192268.
- Holden, Norman E. (2004). „Atomic Weights and the International Committee—A Historical Review”. Chemistry International. 26 (1): 4—7.
- International Bureau for Weights and Measures (2017): Proceedings of the 106th meeting of the International Committee for Weights and Measures (CIPM), 16-17 and 20 October 2017, page 23. Available at the BIPM website Архивирано 2021-02-21 на сајту
- International Bureau for Weights and Measures (2018): Resolutions Adopted - 26th Conference Générale des Poids et Mesures Архивирано 2018-11-19 на сајту . Available at the BIPM website
- „IUPAP: C2: Report 2005”. Приступљено 2018-07-15.
- Loschmidt, J. (1865). „Zur Grösse der Luftmoleküle”. Sitzungsberichte der Kaiserlichen Akademie der Wissenschaften Wien. 52 (2): 395—413. English translation.
- (1974): Introduction to the constants for nonexperts, 1900–1920 From the Encyclopaedia Britannica, 15th edition; reproduced by NIST. Accessed on 2019-07-03
- Lehmann, H. P.; Fuentes-Arderiu, X.; Bertello, L. F. (2016-02-29). „Unified Atomic Mass Unit”. doi:10.1515/iupac.68.2930 .
- Bureau International des Poids et Mesures (1971): 14th Conference Générale des Poids et Mesures Архивирано 2020-09-23 на сајту  Available at the BIPM website.